# Mesquita de Umm al-Qura
A Mesquita de Umm al-Qura ("mãe de todas as cidades") é uma mesquita situada em Bagdade, o maior lugar da cidade de adoração para os sunitas muçulmanos. Originalmente chamado de Mesquita Umm al-Ma'arik ("Mãe de Todas as Batalhas"), foi projetado para comemorar a vitória de Saddam Hussein na Guerra do Golfo de 1991. Está localizado em al-Adel, área povoada por sunitas no oeste de Bagdade. A sua construção custou cerca de US $ 7,5 milhões. A primeira pedra da mesquita foi colocada no aniversário de 61 anos de Saddam em 28 de abril de 1998. Foi formalmente completada em 28 de abril de 2001, a tempo de décimo aniversário da Guerra do Golfo. Embora nunca tenha sido confirmado pelo seu regime ou por ele próprio durante a vida, especulou-se que era suposto ser o último lugar de descanso de Saddam.

## Características
Muitas características arquitectónicas da mesquita e do complexo circundante aludem a Saddam ou à guerra (ou a ambos). Tem quatro minaretes em seu perímetro, cada um parecido com um canhão de Kalashnikov e tem uma altura de 43 metros, que marca os 43 dias da Guerra do Golfo. Ao redor da cúpula estão quatro outros minaretes, cada um na forma de um míssil Scud em sua plataforma de lançamento com uma altura de 37 metros. A cúpula está no meio de um lago na forma do mundo árabe, em que uma representação em mosaico de 7,5 metros da impressão digital de Saddam foi montada com uma versão ampliada de suas iniciais, feitas de ouro. A mesquita foi usada anteriormente para mostrar um Alcorão escrito no sangue de Saddam. As 28 fontes do lago, os quatro minaretes interiores e os 37 metros de altura de cada minarete juntos representam a data do nascimento de Saddam em 28 de abril de 1937. O prédio é construído com pedra calcária branca com decorações de Azulejo azul e vermelho, bandeiras iraquianas brancas e brancas pintadas nos picos dos minaretes interiores.
Após a queda de Saddam Hussein na sequência da invasão do Iraque em 2003, a mesquita foi assumida por um grupo sunita chamado Associação de estudiosos muçulmanos. Tornou-se um centro de recrutamento e centro de propaganda para a primeira guerrilha iraquiana. A associação tornou-se um aliado de facto da Al Qaeda; diz-se que seu líder Harith Suleiman al-Dhari, que operou a partir da mesquita, desempenhou um papel fundamental na mobilização de insurgentes durante as batalhas de 2004 em Falluja, a oeste de Bagdade. Em 2007, a associação foi expulsa pela Fundação Sunita, uma agência quase governamental responsável pelas mesquitas sunitas no Iraque, que assumiu o controle de Umm al-Qura.
Em 28 de agosto de 2011, a mesquita foi atacada por um homem-bomba durante a oração, matando pelo menos 28 pessoas e ferindo outras 30. Um parlamentar iraquiano estava entre os mortos.